# Сташків Богдан Михайлович
Богдан Сташків (21 серпня 1957, Дички Івано-Франківської області, УРСР — 7 жовтня 2024, Мукачівський район, Закарпаття, Україна) — український естрадний співак, заслужений артист України, народний артист України.

## Життєпис
Народився 21 серпня 1957 року в селі Дички Івано-Франківської області, здобув освіту в Рівненському інституті культури, навчався на юридичному факультеті Львівського державного університету.
Активно працював у культурній сфері, очолюючи відділ культури Тисменицького району. При цьому завжди співав. Виграв гран-прі Міжнародного конкурсу вокалістів у Нідерландах, з великим успіхом гастролював у країнах Європи, Канади та США, нагороджений значною кількістю державних нагород, зокрема орденом «За заслуги» III ступеня.
У 2001 році Сташків започаткував дитячий конкурс-фестиваль «Захід — XXI століття», став його директором та меценатом. З того часу займався науковою роботою в галузі мистецтва та культури, а також приділяв багато часу благодійності: допомагав у будівництві та реставрації храмів на Прикарпатті, у Тисмениці за власні кошти спорудив спортивні майданчики для дітей, молоді та ветеранів ЗСУ.
Регулярно збирав великі зали у всій країні, в тому числі — Національний палац «Україна». Організовував благодійні концерти для військовослужбовців, хворих дітей та людей з інвалідністю. З 2014 року активно допомагав українському війську.

## Загибель
Загинув 7 жовтня 2024 року, о 14:10, в автомобільній аварії на автодорозі Нижні Ворота — Воловець — Міжгір'я в Закарпатській області. За попередніми даними поліції, Сташків втратив контроль над автомобілем, який виїхав на узбіччя і перекинувся.
Внаслідок аварії Богдан Сташків та 59-річний пасажир-товариш загинули на місці. Інша пасажирка, 67-річна жінка — дружина артиста, була госпіталізована у важкому стані.